# War Wind II: Die Invasion
War Wind II: Die Invasion (Originaltitel: War Wind II: Human Onslaught), später in Kompilationen wie Gold Games auch War Wind 2, ist ein Fantasy-Echtzeit-Strategiespiel für Windows, das 1997 erschien. Es wurde von DreamForge Intertainment entwickelt und von Strategic Simulations und Mindscape vertrieben. 2016 wurde es bei GOG.com und 2021 bei Steam digital wiederveröffentlicht. Es ist der direkte Nachfolger zu War Wind.

## Handlung
Auf dem Planeten Yavaun endete ein Krieg zwischen vier ehemals verfeindeten Rassen, die sich zu zwei Allianzen verbündet haben. Der ehemalige Herrscher Tha'Roon befehligt eine schwache, aber Mann-starke Armee der Obblinox und möchte sein Imperium wieder aufbauen. Die Pflanzenwesen Eaggra haben sich mit den Mystikern der Shama'Li verbündet, die ihren toten Gott Naga Rom wiederbeleben möchten. Zwei menschliche Gruppen (Wissenschaftler und Soldaten) buhlen nun ebenfalls um die planetare Vorherrschaft.

## Spielprinzip
Das Spiel biete für jede der vier Fraktionen eine Kampagne mit insgesamt 46 Missionen. Dabei spielen jeweils die verbündeten Fraktionen gegeneinander, sodass der Spieler jeweils einen Verbündeten hat. Die Missionen sind dabei auch Mehrspieler-fähig. Mit einem Level-Editor können die Missionen angepasst werden. Kommandiert werden kleine Teams aus Spezialisten mit einzigartigen Fähigkeiten, die Gegenstände in ihr Inventar aufnehmen können. In neutralen Dörfern können durch den Verkauf von Waren zusätzliche Soldaten rekrutiert werden. Als Baumaterial für neue Gebäude dient Holz, das aus Wäldern auf der Karte abgebaut wird. Die Steuerung erfolgt mittels Maus und Tastenkombinationen.

## Rezeption
Manfred Duy von PC Player machte aufgrund der Spezialeinheiten eine hohe taktische Finesse aus, die jedoch in der Praxis aufgrund der schwerfälligen Steuerung scheitere. Die farbenfrohe Präsentation lasse die Einheiten im Terrain schwer erkennen. Rüdiger Rinscheidt von PC Joker klassifizierte es als typische Fortsetzung. Der hohe Schwierigkeitsgrad richte sich an Genrekenner. Die Präsentation sei im Vergleich mit dem Vorgänger verbessert. Die Steuerung sei völlig überladen. Petra Maueröder bemängelte, dass War Wind 2 die schlechte Steuerung aus dem Vorgänger übernahm und ansonsten nur Kleinigkeiten verbessere. Die Grafik sei nicht mehr zeitgemäß für einen Vollpreistitel. Alexander Geltenpoth von PC Action störte sich vor allem an der unrealistischen Grafik. Er hob jedoch Sprachausgabe und Zwischensequenzen positiv hervor, die für Atmosphäre sorgen und die Übernahme von erfahrenen Einheiten in die nächste Mission. Joachim Nettelbeck von Power Play gefielen die abwechslungsreichen und spannenden Missionen, wobei diese vom Umfang nicht ausreichen würden, um alle Einheiten kennenzulernen.